# Кулинкович, Арнольд Евгеньевич
Арно́льд Евге́ньевич Кулинко́вич (8 мая 1932, Москва — 1 ноября 2017, Киев) — советский и украинский геолог, геофизик. Доктор технических наук (1970), профессор (1982). Главный научный сотрудник Украинского государственного геологоразведочного института (УкрГГРИ)

## Биография
Родился 8 мая 1932 года в Москве.
В 1955 году окончил геофизический факультет Московского геологоразведочного института (МГРИ).
В 1955—1963 годах работал во Всесоюзном научно-исследовательском институте геофизических методов разведки полезных ископаемых (ВНИИГеофизика) старшим инженером, младшим научным сотрудником, старшим научным сотрудником.
В 1958 году защитил диссертацию на соискание учёной степени кандидата технических наук.
В мае 1963 года переехал в Киев и начал работать в Украинском государственном геологоразведочном институте (УкрГГРИ), в котором последовательно занимал должности заведующего лабораторией, заведующего отдела, главного научного сотрудника. В 1974—1978 году работал заведующим отделом операционных систем Институт кибернетики АН УССР, затем снова вернулся в УкрГГРИ, в котором работает до настоящего времени.
В 1970 году защитил диссертацию на соискание учёной степени доктора технических наук. В 1982 году Кулинковичу было присвоено звание профессора.
При активном содействии Кулинковича защищено более 50 кандидатских и более 30 докторских диссертаций.
В 1996 году было удовлетворено ходатайство Кулинковича о приёме в гражданство Российской Федерации.
Умер в возрасте 85 лет 1 ноября 2017 года. Похоронен в колумбарии Байкового кладбища Киева.

### Семья
Женат, три дочери.

## Научная деятельность
Область научных интересов: промысловая геофизика, геология, геоинформатика, циклистика, философия.
Специалист в области геофизических методов исследования скважин. Известен также своими работами в области концептуальных проблем геологии и геофизики.
Автор более 350 научных работ на русском, английском и украинском языках — монографий, научных и научно-популярных статей, тезисов докладов, авторских свидетельств и т. д. по проблемам геофизики и геологии, в частности, по проблемам компьютерной обработки и интерпретации геолого-геофизических данных, а также по проблемам кибернетики, математики, математической логики, физики, астрофизики, философии, социологии, литературному источниковедению и других дисциплин.
В 1975 году впервые предложил термин геоинформатика.
Основоположник трёх украинских научных школ: промысловой геофизики, геоинформатики и циклистики.

## Исследования творчества Велимира Хлебникова
По собственным словам, с юного возраста интересовался творчеством Велимира Хлебникова, которого считал «основателем нового, не-Гегелевского этапа в истории философии». Развил идею Хлебникова об «Уравнении Рока», предложив модификацию этого уравнения — «Уравнение Хлебникова-Кулинковича» (The Khlebhikov-Kulinkovich equation; термин впервые введён в научный оборот другим исследователем в журнале Nuclear Geophysics).

## Участие в профессиональных и общественных организациях
- Председатель Киевского отделения Евроазиатского геофизического общества (ЕАГО)[1]

## Награды
- Почетный диплом Евроазиатского геофизического общества (ЕАГО) за вклад в развитие геофизической науки[1]
- Медаль Н. Д. Кондратьева за вклад в развитие общественных наук[3]
- Диплом о включении в Золотой фонд циклической науки России и стран СНГ[1]

## Почётные звания
- Почетный разведчик недр Украины[3][4]
- Заслуженный деятель науки и техники Украины[3][4]
- Академик Украинской нефтегазовой академии[4]
- Академик Украинской академии оригинальных идей[1]

### Книги
- Кулинкович А. Е. Геологу о кибернетике / Под редакцией доктора геолого-минералогических наук, профессора В. А. Долицкого. — М.: Недра, 1968. — 88 с. — 6300 экз.

### Статьи
- Кулинкович А. Е. Закон мировой гармонии и принцип актуализма в геологии. «Математические методы анализа цикличностей в геологии», вып. 7 . М.: РАЕН, 1996 с. 27 — 30.
- Кулинкович А. Е. Лев Моисеевич Альпин. Штрихи к портрету ученого и человека. Каротажник, вып. 23, Тверь: Изд-во 2. ГЕРС, 1996, с. 95 — 105.
- Кожевников Д. А., Кулинкович А. Е. Циклостратиграфическое изучение осадочных бассейнов по данным геофизических исследований скважин. В кн.: "XIV Губкинские чтения «Развитие идей И. М. Губкина в теории и практике нефтегазового дела» (г. Москва, Россия, Государственная акалемия нефти и газа им. И. М. Губкина, 15 — 17 октября 1996 г.). Тезисы докладов, с. 121—122.
- Кулинкович А. Е. «Мироздание витем» и ритмогенез. В кн.: «Проблемы ноосферы и экобудущего», вып. 1, М.: РАЕН, 1996, с. 124—128.
- Кулинкович А. Е. Геотаймерная программа «большого скачка» в геохронологии и геостратиграфии. В кн.: «Проблемы ноосферы и экобудущего», вып. 1, М.: РАЕН, 1996, с. 134—138.
- Кулинкович А. Е. Цикличность биокатастроф и фундаментальный закон развития биосферы. «Леонардо да Винчи XX-го века». К столетию А. Л. Чижевского. Тезисы Юбилейной сессии РАЕН. М.: РАЕН, 1997, с. 57 −58.
- Кулинкович А. Е. Проблема выживания человечества и исследование Александром Чижевским реакций на сыворотке крови. «Леонардо да Винчи XX-го века». К столетию А. Л. Чижевского. Тезисы Юбилейной сессии РАЕН. М.: РАЕН, 1997, с. 59 — 60.
- Кулинкович А. Е. Геотаймерная программа «большого скачка» в геохронологии и стратиграфии. «Леонардо да Винчи XX-го века». К столетию А. Л. Чижевского. Тезисы Юбилейной сессии РАЕН. М.: РАЕН, 1997, с. 110—111.
- Кулинкович А. Е. Роль философской лирики Александра Чижевского и других поэтов «русского космизма» в формировании нового понимания мироздания. «Леонардо да Винчи XX-го века». К столетию А. Л. Чижевского. Тезисы Юбилейной сессии РАЕН. М.: РАЕН, 1997, с. 138—139.
- Кожевников Д. А., Кулинкович А. Е. Циклометрическая интерпретация данных геофизических исследований скважин и «геологический интеллект». Международная конференция и выставка ЕАГО-GAGE-SEG Москва’97 (15 — 18 сентября 1997). Сборник тезисов. М.: Совирцентр, 1997.
- Kozhevnikov D. A., Kulinkovich A. E. Cyclometric Interpretation of Well Logging Data and «Geological Intelligence». Intrnational Geoscience Conference and Exibition ЕАГО -GAGE-SEG Москва '97. Technical Abstracts. Moscow , Sovincentre, 1997.
- Кулинкович А. Е. «Духовная республика» Комарова-Альпина как уникальный исторический феномен. Статья 1. «Вторая семья» и нравственный корень общества. Каротажник, вып. 40, Тверь: Изд-во ГЕРС, 1997, с. 100—118.
- Кулинкович А. Е. «Духовная республика» Комарова-Альпина как уникальный исторический феномен. Статья 2. Навстречу всемирной «духовной республике» каротажников. Каротажник, вып. 41, Тверь: Изд-во ГЕРС, 1997, с. 100—120.
- Кулинкович А. Е. Мой учитель — профессор Л. М. Альпин. В кн.: «Л. М. Альпин. Воспоминания учеников, коллег, друзей» М.: Мин. топ. и энерг. РФ, МГГА, ЕАГО, 1998. с. 57 — 66.
- Кулинкович А. Е. Новая глобальная социологическая парадигма. В кн.: " Социокультурная динамика в период становления постиндустриального общества: закономерности, противоречия, приоритеты. М.:1998, с.136 — 140.
- Кулинкович А. Е. «Новая социология» как теоретическая основа гармонии и сотрудничества локальных цивилизаций в третьем тысячелетии. В кн.: «Локальные цивилизации в XXI веке: столкновение или партнерство?» М., 1998, с. 102—107.
- Кулинкович А. Е. Предельные зонды каротажа сопротивлений и боковой комбинационный каротаж. Геофизика, No 2, 1998, с. 12 — 19.
- Кулинкович А. Е., Кожевников Д. А. Циклографический анализ осадочных бассейнов по данным геофизических исследований скважин. Геофизика, No 3, 1998, с. 39 — 51.
- Кулінкович А. Є ., Красножон М. Д., Кн і шман О. Ш. Комп’ютризована технологія імпульсного нейтрон-нейтронного каротажу. В кн.:"Нафта і газ Укра ї ни. Збірник наукових праць. Матеріали 5-й Міжнародно ї конференц ії «Нафта і газ Укра ї ни-98». Полтава, 15 — 17 вересня 1998 р. Том 1. Стор. 385—386.
- Кулинкович А. Е. «Длинные волны гелиотараксии» — главные историографические циклы. В кн.: Циклы природы и общества. Материалы VI Международной конференции «Циклы природы и общества» (г. Ставрополь, 13 — 18 октября 1998 г.). Часть первая. Ставрополь, 1998, с. 11 — 15.
- Кулінкович А. Є. Геотаймерний анал і з геофізичних даних на прикладі палеозойских відкладів ДДЗ. В кн.: "Геолого-геофізичні дослідження нафтогазових надр України. Том 2, Львів: УкрДГРI, 1997—1998, с. 67 — 78.
- Кулинкович А. Е. Геотаймерный анализ геофизических данных (на примере палеозойских отложений ДДВ, В кн.: "Геолого-геофізичн і досл і дження нафтогазових надр України. Том 2, Льв і в: УкрДГРI, 1997—1998, с. 152.
- Kulinkovich A. Y. Geotimer analysis of geophysical data. В кн.: "Геолого-геофізичн і досл і дження нафтогазових надр Укра ї ни. Том 2, Льв і в: УкрДГРI, 1997—1998, с. 153.
- Кулинкович А. Е. Предельные зонды каротажа сопротивлений и боковой комбинационный каротаж // Геофизика. — 1998. — № 2. — С. 12—19.
- Кожевников Д. А., Кулинкович А. Е. Циклостратиграфический анализ осадочных бассейнов по данным геофизических исследований скважин // Геофизика. — 1998. — № 3. — С. 39—51.
- Кулинкович А. Е. Прогноз истории человечества в третьем тысячелетии н. э.: Доклад лауреата медали Н. Д. Кондратьева. В кн.: Тенденции и перспективы социокультурной динамики. М., 1999, с. 41 — 77.
- Кулинкович А. Е. «П. А. Сорокин и Н. Д. Кондратьев. Новые парадигмы социокультурной и экономической динамики: „гелиотараксийный“ базис длинных волн Н. Д. Кондратьева». В кн.: Питирим Сорокин и социокультурные тенденции нашего времени. М.-СПб., 1999, с. 16—24.
- Кулинкович А. Е. Циклистика «великих потопов» (типа Ноева) и проблема ретроспективного и перспективного прогноза их наступления. Материалы первой международнойя конференции «Циклы» (г. Ставрополь, 25 — 30 октября 1999 г.).
- Кулинкович А. Е. Совершающаяся интеллектуальная революция как необходимое условие возрождения Евро-Азиатской (Православной) цивилизации. В кн.: Перспективы развития российской экономики и ее место в глобальном экономическом пространстве. М.: Международн. фонд Кондратьева, 2000, с. 20 — 26.
- Кулінкович А. Є. Відзеркалення трансгресивно-регресивних змін на кривих темпорального зондування IННК. Нафта i газ України. Зб. наук. праць. Матеріали 6-ої Міжнарлдної науково-практичної конференнції «Нафта i газ України — 2000». Iвано-Франківськ, 31 жовтня — 3 лістопада. Том 1. Iвано-Франківськ, 2000, с. 276.
- Кулінкович А. Є., Алексашенко О. А. Використання значень коефіцiєнта дифузії, отриманих як результат кількісної iнтерпретації даних IННК для визначення характеру насичення пластів. Нафта i газ України. Зб. наук. праць. Матеріали 6-ої Міжнарлдної науково-практичної конференнції «Нафта і газ України — 2000». Iвано-Франківськ, 31 жовтня — 3 лістопада. Том 1. Iвано-Франківськ, 2000, с. 272—273.
- Кулінкович А. Є. Геотаймерний аналіз кривих IННК. Нафта i газ України. Зб. наук. праць. Матеріали 6-ої Міжнарлдної науково-практичної конференнції «Нафта i газ України — 2000». Iвано-Франківськ, 31 жовтня — 3 лістопада. Том 1. Iвано-Франківськ, 2000, с. 353—254.
- Кулінкович А. Є., Алексашенко О. А. Iндікація продуктивностi пластів-колекторів за кривої темпорального зондування IННК, яка фіксує «зону облямування». Нафта i газ України. Зб. наук. праць. Матеріали 6-ої Міжнарлдної науково-практичної конференнції «Нафта iгаз України — 2000». Iвано-Франківськ, 31 жовтня — 3 лістопада. Том 1. Iвано-Франківськ, 2000, с. 349—350.
- Кулинкович А. Е., Алексашенко О. А. Дедуктивная геология как новая парадигма исследования нефтегазоносных бассейнов.// Теоретичнi та прикладнi проблеми нафтогаэової геології. Том 2. Київ: IГН НАНУ, 2000, с. 262—266.
- Кулинкович А. Е. Хроностратиграфия Днепровско-Донецкой впадины.// Теоретичнi та прикладнi проблеми нафтогазової геології. Том 2. Київ: IГН НАНУ, 2000, с. 267—276.
- Кулинкович А. Е., Килимник К. А. Палеопсихология и историческая (циклическая) психология. // Циклы. Материалы 2-й международн. конференции. Том 1. Ставрополь, 2000, с. 193—196.
- Кулинкович А. Е. Проблема происхождения нефти и газа с позиций нейтринной геологии. // Международная научно-практическая конференция «Генезис нефти и газа и формирование их месторождений в Украине как научная основа прогноза и поисков новых скоплений». Тезисы докладов. Чернигов: ЧО УкрГГРИ, 2001, с. 24 — 26.
- Кулинкович А. Е. Цикличность нефтегазонакопления как аргумент в пользу неорганической (органо-неорганической) гипотезы генезиса промышленных скоплений углеводородов. / Международная научно-практическая конференция «Генезис нефти и газа и формирование их месторождений в Украине как научная основа прогноза и поисков новых скоплений». Тезисы докладов. Чернигов: ЧО УкрГГРИ, 2001, с. 50 — 51.
- Красножон М. Д., Кулінкович А. Є. Промислово-геофізична геоінформатика. Технологичний аспект. В кн.: «Теоретичнi та прикладнi проблеми нафтогазової геофізики». К.: УкрДГРI, 2001. с. 20—27.
- Кулінкович А. Є., Красножон М. Д., Алексашенко О. А., Кніщман О. Ш. Технологія темпорального зондування в методi iмпульсного каротажу. В кн.: «Теоретичнi та прикладнi проблеми нафтогазової геофізики». К.: УкрДГРI, 2001. с. 121—129.
- Кулинкович А. Е., Полищук Е. А., Михалевский А. А. Система графического диалога при обработке данных ИННК. В кн.: «Теоретичнi та прикладнi проблеми нафтогазової геофізики». К.: УкрДГРI, 2001. с. 174—180.
- Кулинкович А. Е. Биоконституционная социология и моделирование социогенетической и экономической динамики П. Сорокина и Н. Кондратьева. В кн.: «Соціокультурна і економічна динаміка: закономірності, проблеми, перспективи». Київ: Інститут економіки НАНУ, 2001. с. 17 — 24.
- Кулинкович А. Е. Из жизни геофизической общественности Украины. Геофизический вестник, № 2, 2001, с. 35 — 36.
- Кулинкович А. Е. Запад — Центр — Восток: Разработка Евразийской и общепланетарной стратегической мировоззренческой концепции. В кн.: «Будущее России, СНГ и евразийской цивилизации: научно-технологический аспект. Материалы к XV Междисциплинарной дискуссии». М.: Изд-во РАГС, 2001, с. 278—286.
- Кулинкович А. Е. У истоков украинской геоинформатики. Геофиз. журнал, т. 23, № 4, 2001, с. 127—131.
- Соколов Ю. Н., Афанасьев С. Л., Кулинкович А. Е. Хаин В. Е. и др. Циклы как основа мироздания. Ставрополь: СКГТУ, 2001. 554 с.
- Кулинкович А. Е. «Глава 20. Фундаментальный закон геологии — закон многоуровневой системной цикличности геологической истории». Опубл. в моногр. [10], с. 413—432, 550—554.
- Кулинкович А. Е. Каротаж словно был продолжением его самого. В кн.: «С. Г. Комаров, Воспоминания учеников, коллег, друзей». М.: ЕАГО, 2001, с. 101—111.
- Кулинкович А. Е. Золотое сечение как циклический инвариант. Циклы. Материалы 3-й международн. конференции. Часть 1. Ставрополь, 2001, с. 41 — 46.
- Кулинкович А. Е., Якимчук Н. А. Проблемы геоинформатики. Часть 1. Киев: ЦММ, 2002. 78 с.
- Кулинкович А. Е. Проблема тотального геофизического мониторинга в связи с необходимостью прогноза наступления крупных наводнений. Сборник научных трудов НГАУ, № 13, том 4,. Днепропетровск, 2002. с. 75—78.
- Кулинкович А. Е. Крупномасштабная протосоциокультурная и социокультурная динамика в истории рода Homo за последние 100 тысяч лет (новая концепция эволюции сознания). В кн.: «Научное наследие Н. Д. Кондратьева в контексте развития российской и мировой социально-зкономической мысли». М.: МФК, 2002, с. 118—125.
- Кулинкович А. Е. Опыт реконструкции древнеславянского «пра-Кондратьевского» прогностического календаря и текущего среднесрочного прогноза на его основе: особая значимость для стран СНГ создания технологии «шестого уклада» (по Ю. В. Яковцу). В кн.: «Научное наследие Н. Д. Кондратьева в контексте развития российской и мировой социально-экономической мысли». М.: МФК, 2002, с. 337—346.
- Кулінкович А. Є ., Якимчук М. А. Геоінформатика: історія становлення, предмет, метод, задачі (сучасна точка зору). Стаття I. «Геоінформатика», 2002, № 1, с. 7 — 19.
- Кулінкович А. Є ., Якимчук М. А. Геоінформатика: історія становлення, предмет, метод, задачі (сучасна точка зору). Стаття II . «Геоінформатика», 2002, № 2, с. 5 — 19.
- Кулінкович А. Є ., Якимчук М. А. Геоінформатика: історія становлення, предмет, метод, задачі (сучасна точка зору). Стаття III . «Геоінформатика», 2002, № 3, с. 5 — 14.
- Кулінкович А. Є ., Якимчук М. А. Геоінформатика: історія становлення, предмет, метод, задачі (сучасна точка зору). Стаття IV . «Геоінформатика», 2002, № 4, с. 5 — 16.
- Кулинкович А. Е. Бредфордовские классы месторождений углеводородов и главное правило нефтегазовой геологоразведки. Материалы 7-й Международной научно-практической конференции «Нефть и газ Украины — 2002». Киев: УНГА, 2002 , с. 160—162.
- Кулинкович А. Е. «Проблема Ивана Франко» в исторической геологии и количественная модель истории фанерозоя. Материалы 7-й Международной научно-практической конференции «Нефть и газ Украины — 2002». Киев: УНГА, 2002, с. 162—163.
- Кулинкович А. Е. Программа супергеохронологии и ее значение для нефтегазовой геологии. Материалы 7-й Международной научно-практической конференции «Нефть и газ Украины — 2002». Киев: УНГА, 2002, с. 164—166.
- Кулинкович А. Е. Замкнутая силлогистика на множестве гексаграмм древнекитайской «Книги перемен». В кн.: «Циклы. Материалы 4-й международной конференции». Ч. 1. Ставрополь, 2002, с. 155—159.
- Кулинкович А. Е., Якимчук Н. А. Проблемы геоинформатики. Часть 2. Киев: ЦММ, 2003. 137 с.
- А. И. Субетто, А. Е. Кулинкович и др. «Вернадскианская революция в системе научного мировоззрения — поиск ноосферной модели будущего человечества в XXI веке» (коллективная монография). СПб: Астерион, 2003. 592 с. 2а. Кулинкович А.Е Системогенетика и фундаментальная революция в философии. В кн.: «Вернадскианская революция в системе научного мировоззрения — поиск ноосферной модели будущего человечества в XXI веке». СПб: Астерион, 2003, с. 129—151.
- Кулинкович А. Е. Нефтегазовая геология, геофизика вообще и ядерная геофизика: кризис или затишье перед новым могучим рывком? Сбірник наукових праць УкрДГРІ, № 1/2003, с. 5 — 22.
- Кулінкович А. Є ., Якимчук М. А. Геоінформатика: історія становлення, предмет, метод, задачі (сучасна точка зору). Стаття V. «Геоінформатика», 2003, № 1, с. 5 — 1 4 .
- Кулінкович А. Є ., Якимчук М. А. Геоінформатика: історія становлення, предмет, метод, задачі (сучасна точка зору). Стаття VI . «Геоінформатика», 2003, № 2, с. 5 — 1 7 .
- Кулінкович А. Є ., Якимчук М. А. Геоінформатика: історія становлення, предмет, метод, задачі (сучасна точка зору). Стаття V II . «Геоінформатика», 2003, № 3, с. 5 — 23.
- Кулінкович А. Є ., Якимчук М. А. Геоінформатика: історія становлення, предмет, метод, задачі (сучасна точка зору). Стаття VIII . «Геоінформатика», 2003, № 4, с. 5 — 1 7 .
- Кулинкович А.Е Системогенетика и фундаментальная революция в философии. В кн.: «Вопросы системогенетики. Теоретико-методологический альманах. Кострома: Изд-во Костромского госуниверситета им. Н. А. Некрасова, 2003. 272 с.», с. 78 — 103.
- Кулинкович А. Е. В. И. Вернадский и современные актуальные биогеохимические проблемы биосферологии и ноосферологии. В кн.: «Вопросы системогенетики. Теоретико-методологический альманах. Кострома: Изд-во Костромского госуниверситета им. Н. А. Некрасова, 2003. 272 с.», с. 245—270.
- Кулинкович А.Е Великая древнеславянская философская формула Мироздания (Права — Ява — Нава), ее современная физико-математическая интерпретация и эвристическое значение. В кн.: Міфологічний простір і час у сучасній культурі. Матеріали міжнародної наукової конференції. Ч. 1. Київ, 2003, с. 42 — 43. 2004
- Кулинкович А. Е., Якимчук Н. А. Проблемы геоинформатики. Часть 3. Киев: ЦММ, 2004. 90 с.
- Кулінкович А. Є ., Якимчук М. А. Геоінформатика: історія становлення, предмет, метод, задачі (сучасна точка зору). Стаття IX. «Геоінформатика», 2004, № 1, с. 5 — 20.
- Кулінкович А. Є ., Якимчук М. А. Геоінформатика: історія становлення, предмет, метод, задачі (сучасна точка зору). Стаття X. «Геоінформатика», 2004, № 2, с. 5 — 18.
- Кулінкович А. Є ., Якимчук М. А. Геоінформатика: історія становлення, предмет, метод, задачі (сучасна точка зору). Стаття X I . «Геоінформатика», 2004, № 3, с. 11 — 2 1.
- Кулінкович А. Є ., Якимчук М. А. Геоінформатика: історія становлення, предмет, метод, задачі (сучасна точка зору). Стаття X I І. «Геоінформатика», 2004, № 4, с. 5 — 2 2.
- Кулінкович А. Є ., Якимчук М. А. 32-й Міжнародний геологіч н ий конгрес. Геоінформатика", 2004, № 4, с. 91 — 95.
- Кулинкович А. Е., Якимчук Н. А. Геоинформатика и история геологических знаний. // Теоретичні та прикладні аспекти геоінформатики. Том 1. Київ, 2004, с. 4 — 12.
- Кулинкович А. Е., Якимчук Н. А. Геоинформатика и геохарактерология . // Теоретичні та прикладні аспекти геоінформатики. Том 1. Київ, 2004, с. 13 — 19.
- Кулинкович А. Е., Кулинкович В. Е. Гармония Вселенной. Материалы 6-й международной конференции «Циклы». Ставрополь: СевКавТГУ, 2004. с. 6 — 17.
- Kulinkovich Arnold, Yakymchuk Nikolay. Natural geochronological classification and geodynamic methods of determination of the absolute age of sediments. 32 nd International Geological Congress. Presentation 111-22. Florence, Italy. August 20 — 28, 2004.
- Кулинкович А. Е. Философский фундамент геологии осадочных бассейнов третього тысячелетия н. э. // Нафта і газ України. Матеріали 8-ої Міжнародної науково-практичної конференції «Нафта і газ України — 2004». Судак, 29 вересня — 1 жовтня 2004 р. Київ: УНГА, 2004, с. 327—328.
- Кулинкович А. Е. Постулаты абсолютной общепланетарной шкалы. // Нафта і газ України. Матеріали 8-ої Міжнародної науково-практичної конференції «Нафта і газ України — 2004». Судак, 29 вересня — 1 жовтня 2004 р. Київ: УНГА, 2004, с. 325—327.
- Кулинкович А. Е., Довженко Е. Л. Геотаймерный аналіз каротажних диаграмм как эффективное средство региональной, межрегиональной и общепланетарной корреляции разрезов осадочных бассейнов. // Нафта і газ України. Матеріали 8-ої Міжнародної науково-практичної конференції «Нафта і газ України — 2004». Судак, 29 вересня — 1 жовтня 2004 р. Київ: УНГА, 2004, с. 324—325.
- Кулинкович А. Е., Якимчук Н. А. Философский фундамент современной геологии и естественная общепланетарная геохронологическая шкала. Препринт. Киев: «Карбон Лтд», 2004. 33 с.
- Кулинкович А. Е., Якимчук Н. А. Естественная геохронологическая классификация и геодинамические методы определения абсолютного возраста отложений (перевод на русский язык аннотации презентации 111-22, опубликованной на английском языке в Материалах 32-го Международного геологического конгресса). В кн.: [14], с. 3 — 4.
- Кулинкович А. Е., Якимчук Н. А. Естественная геохронологическая классификация и геодинамические методы определения абсолютного возраста отложений. Русскоязычная версия стендовых материалов, представленных на 32-м Международном геологическом конгрессе (Флоренция, Италия, 2004 г.). В кн.: [14], с. 4 — 22.
- Кулинкович А. Е. Философский фундамент геологи и осадочных бассейнов третього тысячелетия н. э. В кн.: [14], с. 22 — 24.
- Кулинкович А. Е. Постулаты абсолютной общепланетарной шкалы. В кн.: [14], с. 24 — 26.
- Кулинкович А. Е., Довженко Е. Л. Геотаймерный аналіз каротажних диаграмм как эффективное средство региональной, межрегиональной и общепланетарной корреляции разрезов осадочных бассейнов. В кн.: [14], с. 27 — 29.
- Кулинкович А. Е., Якимчук Н. А., Татаринова Е. А. Теоретическая геохронологическая шкала докембрия и эмпирические обобщения истории Украинского щита. Аннотация доклада, прочитанного на Международном научном симпозиуме «Геохронология и стратиграфия раннего докембрия», посвященный 80-летию акад. Н. П. Щербака (г. Киев, сентябрь, 2004 г.). В кн.: [14], с. 29 — 31.
- Кулинкович А. Е., Якимчук Н. А., Татаринова Е. А. От геохронологической шкалы докембрия к его геохронологическому календарю. Препринт. Киев: «Карбон Лтд», 2004. 26 с.
- Кулинкович Арнольд. Трагічний кристал. Демократична Україна, 28.12.2004, № 176 (23068), с. 6.